# Никифоров, Владислав Юрьевич
Владисла́в Ю́рьевич Ники́форов (21 марта 1989, Вяземский, Хабаровский край, РСФСР, СССР) — российский футболист, нападающий, воспитанник и игрок клуба «СКА-Хабаровск-2». Также является чемпионом Хабаровского края по лёгкой атлетике.

## Карьера

### Клубная
В 2007—2010 годах был игроком ФК «Химки», в том числе 2010 год провёл в аренде в «СКА-Энергии». По окончании контракта вернулся в родной клуб. В мае 2012 года был вызван во вторую сборную России.

### В сборной
31 мая 2013 года попал в расширенный список студенческой сборной России для участия во Всемирной Универсиаде в Казани, 23 июня был включён в окончательный список игроков.